# Seseli tenderiense
Seseli tenderiense är en flockblommig växtart som beskrevs av Mikhail Ivanovich Kotov. Seseli tenderiense ingår i släktet säfferötter, och familjen flockblommiga växter. Inga underarter finns listade i Catalogue of Life.